# Münchenlohra
Münchenlohra is een  dorp in de Duitse gemeente Großlohra in het Landkreis Nordhausen in Thüringen. Het dorp ontstond als nederzetting bij het klooster dat hier werd gesticht in 1170. Van het klooster resteert de imposante kloosterkerk.